# Parma Calcio 1913
Parma Calcio 1913, comumente conhecido como Parma, é um clube de futebol italiano com sede em Parma, na Província de Parma, na Emilia-Romagna. Atualmente joga a Serie A, a primeira divisão do futebol italiano.
Fundado como Parma Football Club em dezembro de 1913, o clube joga suas partidas em casa no Stadio Ennio Tardini, com capacidade para 22.359 lugares.
Teve seu melhor momento na história nos anos 1990, quando financiado por Calisto Tanzi da Parmalat, o clube conquistou oito troféus entre 1992 e 2002, período em que alcançou seu melhor resultado na liga, como vice-campeão na temporada 1996-97. O Parma nesse período conquistou três Coppa Italia, uma Supercoppa Italiana, duas Copa da UEFA, uma Supercopa da UEFA e uma Taça dos Clubes Vencedores de Taças.
Problemas financeiros foram causados no final de 2003 pelo escândalo da Parmalat que causou o colapso da empresa-mãe e resultou no clube operando sob administração controlada até janeiro de 2007. 
O clube foi declarado falido em 2015 e re-fundado tendo que retornar até a Serie D, mas garantiu um recorde três promoções consecutivas para retornar à Serie A em 2018.

## História

Escudo do Parma antes da falência e refundação

O Parma Football Club  foi fundado em 16 de dezembro de 1913. O núcleo original da equipe era composta por homens de Verdi Foot Ball Club, clube fundado em 27 de julho do mesmo ano e absorvido pela nova equipe. Depois de vários campeonatos jogou nas categorias regionais, e depois disso, em 1922, o advogado Ennio Tardini inicia a construção do estádio (mais tarde nomeado com o seu nome após a sua morte precoce), em 1924-1925, vem a primeira promoção para a primeira divisão nacional. Permanência que só dura um ano, e depois continuar na categoria júnior.
Em 1930 a empresa tornou-se um personagem multi esportivo e é referido Parma Associazione Sportiva. A partir daqui, a equipa vai competir na Serie B e Serie C. Até a temporada de 1953-1954, graças aos 15 gols de Július Korostelev e de Čestmír Vycpálek, obtém a primeira promoção (no campo) para a Série B, onde permaneceu nos 11 anos seguintes. Dois grandes jogadores foram destaque do clube nesta época. São eles o goleador Paolo Erba (onde foi em o artilheiro da temporada 1956-1957, com dezesseis golos na Serie B) e Ivo Cocconi, que colecionou 308 jogos pelo clube.

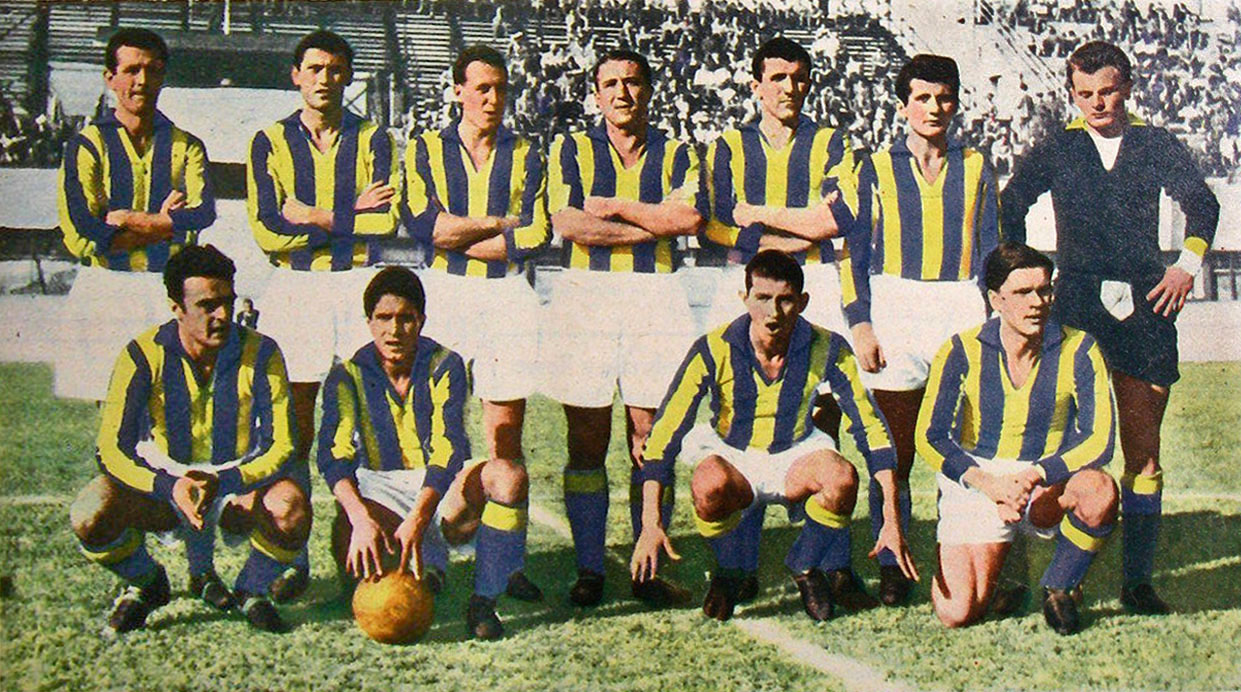
Equipe do Parma na temporada 1956-1957

Na temporada de 1964 -65 Parma foi rebaixado para Série C, e no ano seguinte na Série D. Enquanto as arquibancadas estão vazias (como os cofres de empresas), Parma AS é colocada em liquidação, e um punhado de empresários de Parma compram e renomeiam para Parma Football Club.
Anos mais tarde, a partir de 1 de janeiro de 1970 mudou seu nome para Parma Associazione Calcio.
Os próximos anos seriam de altos e baixos.
A década de 1980 foi a época da presidência de Ernesto Ceresini. Em 1989, Ceresini muda a história do Parma, contratando o promissor técnico Nevio Scala. Na temporada 1989-90, o Parma se promove a Serie A.
Após a promoção à Serie A, a presidência da equipe é de Giorgio Pedraneschi.
O Parma estreou na Serie A terminando na sexta posição, que lhe permitiu estrear na Taça UEFA 1991-92. Na temporada seguinte, conquistou a Copa da Itália 1991-92. No ano seguinte, venceu a Taça das Taças. As compras de Faustino Asprilla e Gianfranco Zola confirmaram a vontade de vencer do clube. Em fevereiro de 1994, o Parma conquista a Supertaça Europeia.

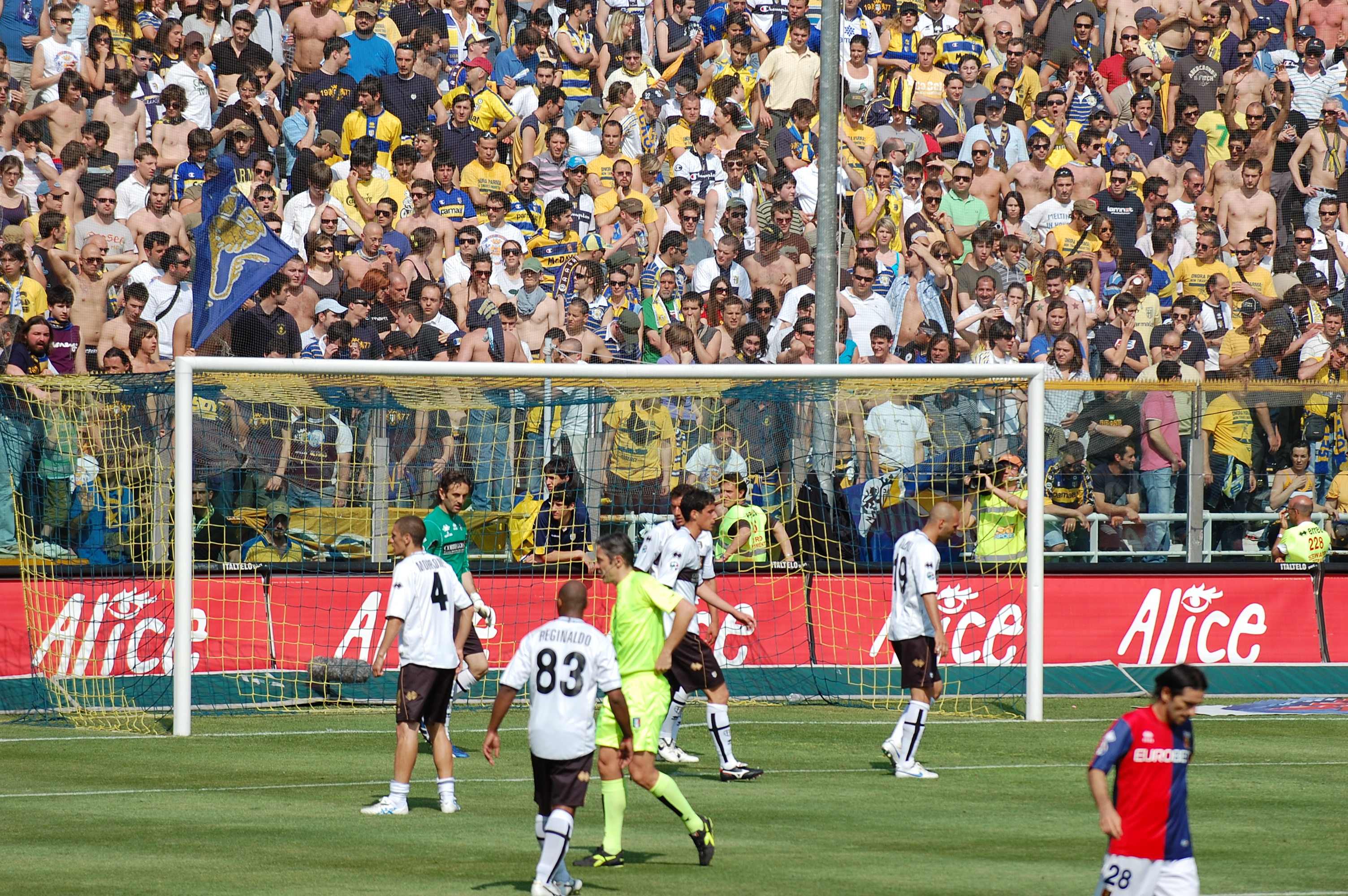
Parma jogando no Estadio Ennio Tardini

Com o técnico (e ex-jogador do Chievo) Carlo Ancelotti no comando técnico do time, vêm o jovem argentino Hernán Crespo e Enrico Chiesa. Na temporada 1996-97, o Parma fecha em segundo lugar atrás da Juventus com a primeira qualificação para a Taça dos Campeões Europeus (Liga dos Campeões) 1997-98, a temporada em que eles afirmam as qualidades defensivas do francês Lilian Thuram e dos jovens Fabio Cannavaro e Gianluigi Buffon. Em 1998 com a chegada de Alberto Malesani como treinador, o Parma vai ganhar a Taça UEFA ao vencer o Olympique de Marseille por 3 a 0 e a Copa da Itália superar a Fiorentina.
A temporada 1999-2000 começa com vitória na Supercopa da Itália por 2 a 1 sobre o Milan.
As próximas duas temporadas são caracterizados por uma alternância contínua de treinadores. Com Pietro Camignani, o Parma venceu sua terceira Copa da Itália. Na temporada seguinte, a crise repentina da Parmalat, marca a temporada de Parma. Em 25 de junho de 2004, a fim de evitar o re-início do futebol amador, nasce o Parma Football Club, que leva e mantém vivo todos os direitos de Parma AC.

### Falência e re-fundação do clube (2015 - atualmente)
No dia 22 de junho de 2015, o Parma, que terminou a Serie A 2014-15 na última colocação na tabela de classificação, declarou oficialmente a segunda falência de sua história. Dessa forma, o clube que ganhou três Coppa Italia (92, 99 e 2002), foi vice-campeão da Serie A por uma vez e bicampeão da Copa da UEFA (95 e 99), além de ter tido jogadores como Hernán Crespo, Juan Sebastián Verón, Faustino Asprilla, Gianluigi Buffon, Paolo e Fabio Cannavaro, e os brasileiros Júnior, Alex, Adriano, Taffarel e Amoroso, seria completamente reformulado, tendo que recomeçar sua trajetória no futebol desde a Serie D, o nível amador mais alto do futebol da Bota e a agremiação terá como novo nome Società Sportiva Dilettantistica Parma Calcio 1913.

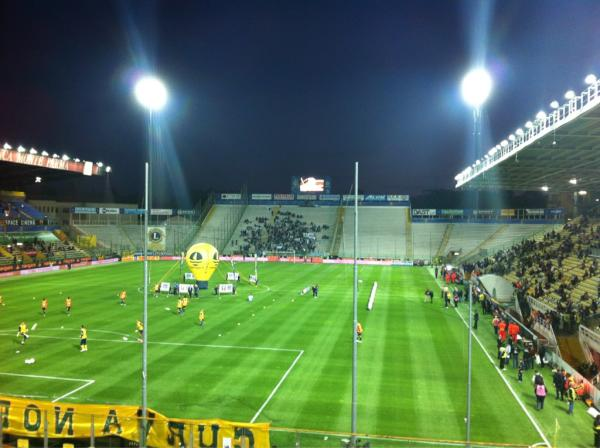
Aquecimento antes de um jogo no Estadio Ennio Tardini

Na primeira temporada pós-refundação, o clube conseguiu garantir uma vaga na Serie D 2015-16 sob o artigo 52 da NOIF. Como representante do Parma, o ex-treinador Nevio Scala foi nomeado presidente e o ex-jogador Luigi Apolloni foi escolhido como treinador principal. Na primeira temporada do clube, vendeu mais de 9.000 ingressos para a temporada, mais do que dobrando o recorde da Serie D. Parma foi promovido da Série D para a Serie C, terminando a temporada em primeiro lugar com 94 pontos em 38 jogos e uma série de invencibilidade de 28 vitórias e 10 empates.
O Parma terminou a temporada 2016–17 da Serie C em segundo lugar do Grupo B, mas foi promovido à Serie B após uma vitória por 2–0 sobre o Alessandria na final do play-off de promoção. 
Em 18 de maio de 2018, o Parma conseguiu uma terceira promoção em três temporadas, tornando-se o primeiro clube italiano de futebol a conseguir tal feito, tendo terminado a temporada 2017-18 da Série B em segundo lugar atrás do campeão Empoli e empatado em pontos com Frosinone, mas alcançando a promoção automática devido ao confronto direto, conseguindo chegar a Serie A apenas três temporadas após sua falência rebaixamento para a Série D.
Na primeira temporada do clube na Serie A na temporada 2018-19 após seu renascimento, o time conseguiu a 14ª colocação na tabela, três pontos acima da zona de rebaixamento.
Na temporada seguinte, o clube conseguiu terminar a Serie A 2019-20 num respeitável 10° lugar na tabela.

### A Era Chinesa (2017 - 2020)
Em Junho de 2017, foi anunciada a aquisição de 60% das ações do clube pelo investidor chinês Jiang Li Zhang, proprietário da equipe espanhola Granada Club de Fútbol e detentor de 5% da equipe de basquete estadunidense Minnesota Timberwolves. A negociação fora intermediada pelo ex-jogador argentino Hernán Crespo, o qual foi nomeado vice-presidente do clube. No dia 18 de maio de 2018 o Parma voltou a Série A, depois de 3 acessos seguidos. 

### Novos donos americanos (2020 - atualmente)
O Parma foi adquirido pelo grupo empresarial Krause, dos Estados Unidos, que terá uma participação de 90% no clube. Os ex-proprietários, empresários da região de Parma, ficam com 9%, enquanto o 1% restante pertence a fundo formado por torcedores. 

## Estádio

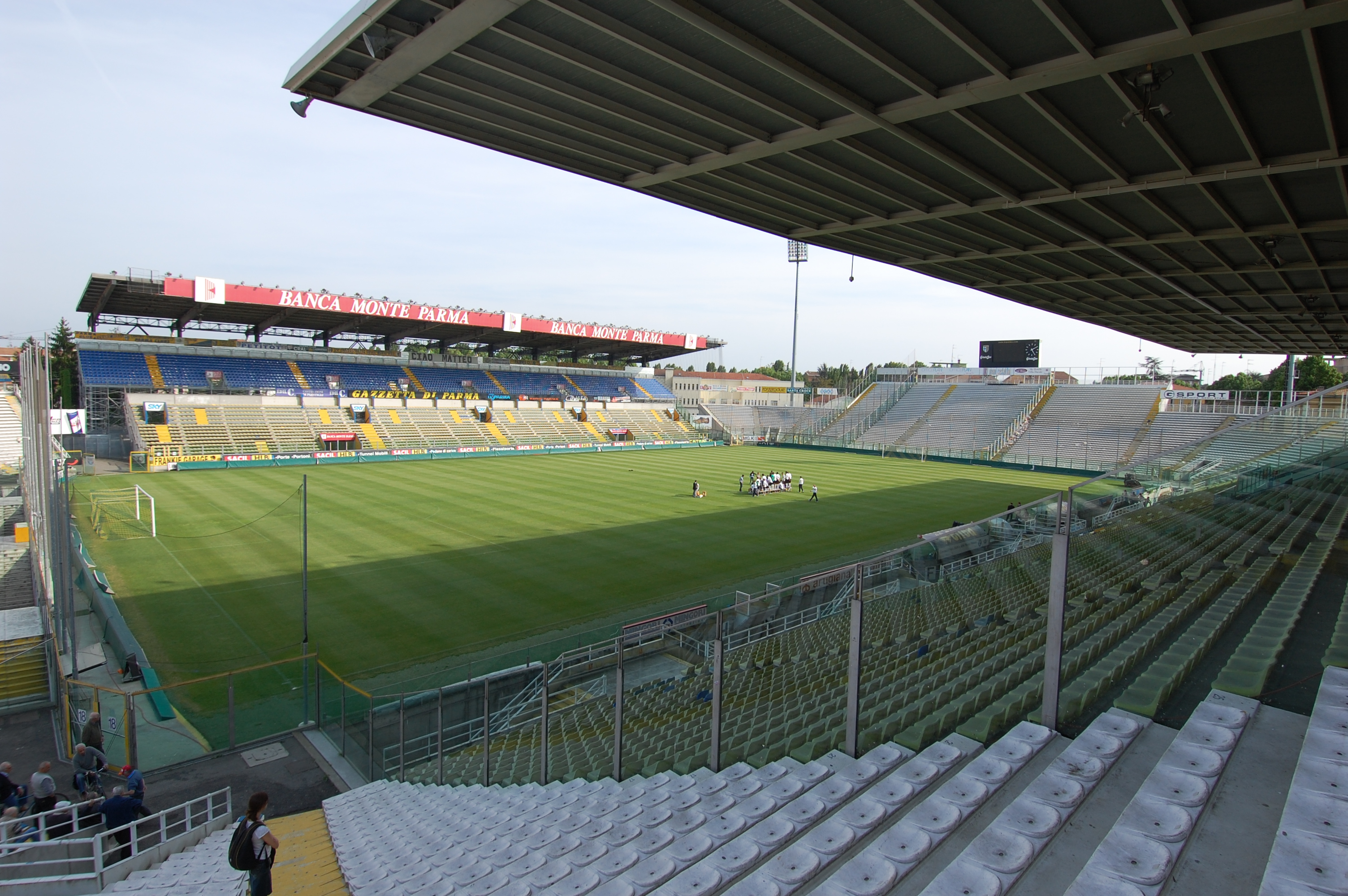
Estádio Ennio Tardini, casa do Parma

O estádio Ennio Tardini é a maior instalação esportiva de Parma. O Parma se mudou para lá em 1923, depois de jogar os primeiros jogos na chamada "Piazza d'armi", obtida a partir das obras do "Lungoparma a Sud". Nasceu como "Estádio Municipal", mas recebeu o nome póstumo do construtor e ex-presidente do clube Ennio Tardini, que nunca viu seu trabalho terminar. Projetado pelo arquiteto Ettore Leoni (incluindo o arco triunfal ainda existente, em estilo Art Nouveau), é o terceiro estádio mais antigo da Itália, depois dos Ferraris em Gênova e da Arena Garibaldi em Pisa.
Utilizado até a década de 1960 para os jogos de rugby e para os jogos em casa do Parma, em 1968, tornou-se também o campo de Parma. O estádio, nas décadas de 1970 e 1980, passou por constantes mudanças: as curvas, da madeira ao concreto, e distinto, de descoberto a coberto. Após a promoção para a Serie A em 1990, está prevista a concepção de um novo estádio perto de Baganzola; no entanto, no final, decidiu-se modificar o estádio existente, primeiro com um aumento temporário da capacidade com estruturas elevadas em tubos inocentes e, desde 1991 mudando radicalmente de forma (do oval para o retangular) e com um novo e maior "Tribuna Centrale Petitot". Hoje, o estádio pode receber 27 906 espectadores, mas depois que o acidente fatal de Vicenza Eugenio Bortolon, que morreu aos dezenove anos caindo das arquibancadas, a parte da curva sul foi inutilizada, reduzindo a capacidade para 22 885 espectadores
Os dois primeiros jogos foram em amistosos preparativos para a Copa do Mundo de 1994 e 1998, contra a Finlândia e Paraguai.
Os outros jogos foram disputados pelas eliminatórias das Copas de 2002, 2006 e 2010 em jogos contra Hungria, Bielorrússia e Chipre.

## Rivalidades
Parma mantém rivalidades com clubes regionais e nacionais; alguns deles são enfrontos locais intensamente disputados. Os oponentes do Derby dell'Enza, Reggiana, são um dos rivais mais amargos do clube. A rivalidade com Reggiana vem de uma rivalidade tradicional da cidade entre Parma e Régio da Emília. Parma disputa o Derby dell'Emilia com Bologna. Bologna e Parma são os dois clubes mais condecorados da Emília-Romanha, vencendo os únicos títulos nacionais da região: 7 títulos da Série A e 5 da Coppa Italia. Dois outros enfrontos locais são o Derby dei Ducati, que é disputado com os vizinhos Modena, e o Derby del Ducato, que é jogado contra Piacenza.  Apesar de sua relativa obscuridade, o Cremonese e o Carrarese, também são vistos como rivais. O Parma também mantém rivalidades intensas com Vicenza e Genoa
A Juventus é considerada a grande rival do Parma, em grande parte devido aos seus duelos recentes, que incluem a vitória do Parma na Copa da UEFA de 1995, seus primeiros e terceiros triunfos na Coppa Italia (1991-92 e 2001-02, respectivamente), derrotas na Supercoppa em 1995 e 2002 e sua derrota na final da Coppa Italia de 1994-95.

## Títulos
| CONTINENTAIS | CONTINENTAIS                  | CONTINENTAIS | CONTINENTAIS                        |
|              | Competição                    | Títulos      | Temporadas                          |
| ------------ | ----------------------------- | ------------ | ----------------------------------- |
|              | Copa da UEFA                  | 2            | 1994–95 e 1998–99                   |
| semmdolura   | Recopa Europeia da UEFA       | 1            | 1992–93                             |
|              | Supercopa da UEFA             | 1            | 1993                                |
| NACIONAIS    |                               |              |                                     |
|              | Competição                    | Títulos      | Temporadas                          |
|              | Copa da Itália                | 3            | 1991–92, 1998–99 e 2001–02          |
|              | Supercopa da Itália           | 1            | 1999                                |
|              | Campeonato Italiano - Série B | 1            | 2023–24                             |
|              | Campeonato Italiano - Série C | 4            | 1953–54, 1972–73, 1983–84 e 1985–86 |
|              | Campeonato Italiano - Série D | 1            | 1969–70                             |

### Outras conquistas
- Parmalat Cup (1): 1995
- Trofeo Ciudad de Zaragoza (1): 1998
- Trofeo Naranja (2): 2000, 2007
- Trofeo Ciudad de Barcelona (1): 2003
- Trofeo Colombino de fútbol (1): 2007

## Uniforme e escudo

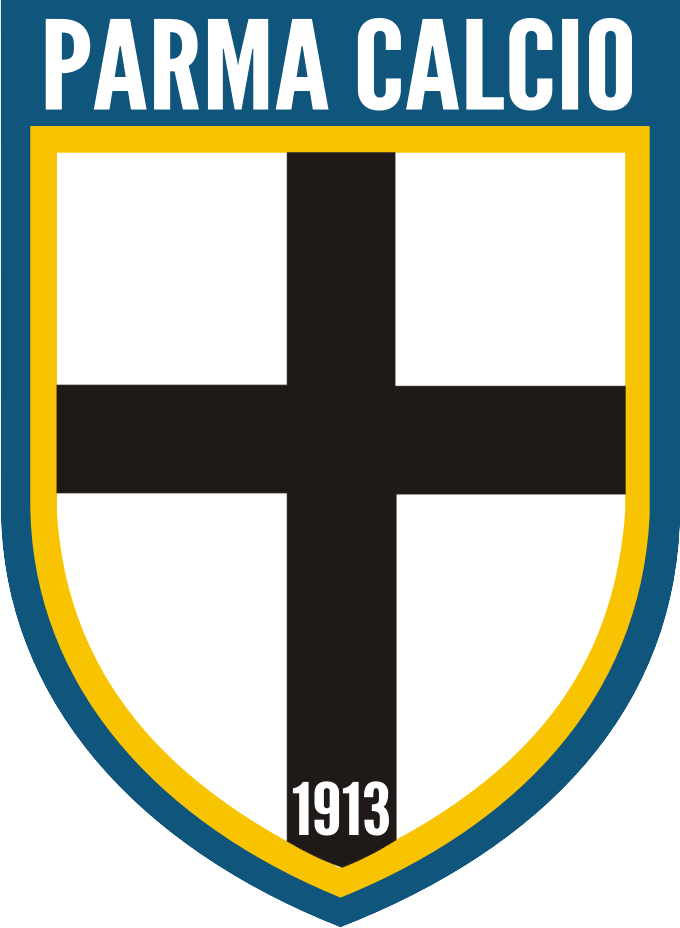
Escudo do S.S.D. Parma Calcio 1913, 2015–16

Originalmente, o clube vestia camisetas amarelo e azul, com um padrão xadrez, em homenagem as cores tradicionais de Parma, que datam de 1545, quando o Ducado de Parma foi estabelecido. Após a Primeira Guerra Mundial, o clube mudou de nome  passou a usar camisetas brancas com uma cruz preta no peito, em homenagem ao Juventus. O branco continuou sendo usado como a cor principal dos uniformes por boa parte do [Século XX], por vezes complementado pelo amarelo, azul ou ambos, ao invés do preto. O clube, porém, começou a experimentar nos anos 50 com camisetas azuis e azuis com listras amarelas. As camisetas com a cruz preta foram reintroduzidas e usada até a falência do clube em 1968, quando camisetas brancas com listras verticais azuis e amarelas começaram a serem usadas. A cruz preta voltou a ser usada de 1970 até 1983, quando uma camiseta branca com mangas azuis e amarelas foi introduzida e usada por 8 anos.
Após décadas nas divisões inferiores, o Parma foi promovido à Série A em 1990, onde rapidamente se destacou e passou a disputar muitos troféus, muitas vezes em oposição ao Juventus, que se tornaria rival do Parma. Essa rivalidade e a influência da Parmalat levou ao uso das camisetas brancas para o uniforme de visitante, e o Parma passou a usar camisetas com listras amarelas e azuis como o uniforme principal de 1998 a 2004. Essa foi uma época de grande sucesso para o clube, tornando as camisetas um sinônimo para o clube, que ainda é frequentemente chamado de Gialloblu(amarelos e azuis) até hoje, apesar de uma recente reversão às tradicionais camisetas brancas com a cruz preta, causado pela falência da empresa-mãe do Parma, a Parmalat, e a subsequente re-fundação do clube como Parma Football Club.
O escudo do Parma mudou em 2005 para refletir a mudança de nome de Parma A.C. para Parma F.C., mas o resto do escudo continuou o mesmo, sendo composto pelo azul e amarelo, as cores da cidade de Parma, a tradicional cruz preta do clube e um fundo branco. Uma mudança radical no escudo, que passou a incluir um touro, foi introduzida na temporada de 2000-01, mas foi fortemente criticada e o escudo foi revertido ao original. Um novo escudo, com estilo semelhante ao original, foi introduzido para comemorar o centenário do clube na campanha de 2013-14. O escudo foi reformulado na temporada 2015-16.

## Elenco
Atualizado dia 06 de fevereiro de 2025. 
- Atual capitão

## Títulos
| Continentais | Continentais            | Continentais | Continentais               |
|              | Competição              | Títulos      | Temporadas                 |
| ------------ | ----------------------- | ------------ | -------------------------- |
|              | Copa da UEFA            | 2            | 1994-95 e 1998-99          |
|              | Recopa Europeia da UEFA | 1            | 1992-93                    |
|              | Supercopa da UEFA       | 1            | 1993                       |
| Nacionais    |                         |              |                            |
|              | Competição              | Títulos      | Temporadas                 |
|              | Copa da Itália          | 3            | 1991–92, 1998–99 e 2001–02 |
|              | Supercopa da Itália     | 1            | 1999                       |